# Seydelia kostlani
Seydelia kostlani là một loài bướm đêm thuộc phân họ Arctiinae, họ Erebidae.